# ستيفانو سينكوتا
ستيفانو سينكوتا (بالألمانية: Stefano Cincotta)‏ (28 فبراير 1991 بغواتيمالا في غواتيمالا - ) هو لاعب كرة قدم ألماني في مركز الدفاع. شارك مع منتخب ألمانيا تحت 17 سنة لكرة القدم ومنتخب ألمانيا تحت 19 سنة لكرة القدم ومنتخب ألمانيا تحت 20 سنة لكرة القدم ومنتخب غواتيمالا لكرة القدم. أما مع النوادي، فقد لعب مع آينتراخت فرانكفورت وكيكرز أوفنباخ وكيمنتزر ونادي لوغانو وSV Wacker Burghausen ‏.

## روابط خارجية
- ستيفانو سينكوتا على موقع قاعدة بيانات كرة القدم.إي يو (الإنجليزية)
- ستيفانو سينكوتا على موقع بيانات كرة القدم. دي إي (الألمانية)
- ستيفانو سينكوتا على موقع ناشيونال فوتبول تيمز (الإنجليزية)
- ستيفانو سينكوتا على موقع Soccerway.com (الإنجليزية)
- ستيفانو سينكوتا على موقع عالم كرة القدم.نت (الإنجليزية)